# Ritual Spirit
Ritual Spirit è il quinto EP del gruppo musicale britannico Massive Attack, pubblicato il 28 gennaio 2016 dalla Virgin Records.

## Tracce
1. Dead Editors (feat. Roots Manuva) – 4:46 (Robert Del Naja, Rodney Smith, Euan Dickinson, Herbie Hancock)
2. Ritual Spirit (feat. Azekel) – 3:55 (Robert Del Naja, Azekel Adesuyi, Euan Dickinson)
3. Voodoo in My Blood (feat. Young Fathers) – 4:01 (Robert Del Naja, Young Fathers, Euan Dickinson)
4. Take It There (feat. Tricky + 3D) – 4:29 (Robert Del Naja, Adrian Thaws, Euan Dickinson)

## Formazione
- Robert Del Naja – produzione, voce (traccia 4)
- Euan Dickinson – produzione
- Bruno Ellingham – missaggio
- Tim Young – mastering
- Roots Manuva – voce (traccia 1)
- Cold Specks – voce aggiuntiva (traccia 1)
- Azekel – voce (traccia 2)
- Young Fathers – voci (traccia 3)
- Tricky – voce (traccia 4)